# Az Aranyélet epizódjainak listája
Ez a cikk az Aranyélet epizódjainak listáját tartalmazza.

## Évadáttekintés
| Évad | Évad | Részek száma | Részek száma | Eredeti sugárzás  | Eredeti sugárzás   |
| Évad | Évad | Részek száma | Részek száma | Évadbemutató      | Évadzáró           |
| ---- | ---- | ------------ | ------------ | ----------------- | ------------------ |
|      | 1.   | 8            | 8            | 2015. november 8. | 2015. december 27. |
|      | 2.   | 8            | 8            | 2016. november 6. | 2016. december 25. |
|      | 3.   | 8            | 8            | 2018. október 14. | 2018. december 2.  |

### Első évad (2015)
| Sor. | Év. | Cím                                        | Rendező       | Író                          | Premier                                             |
| --- | --- | ------------------------------------------ | ------------- | ---------------------------- | --------------------------------------------------- |
| 1. | 1.  | Még pár éved van, aztán nem lesz több móka | Dyga Zsombor  | Tasnádi István               | 2015. november 8.                                   |
| Attila apja halála és egy félresikerült akció után úgy dönt, felhagy addigi bűnöző életével. Felesége, Janka benevez egy szépségversenyre egy magáról, a lányukról, Miráról és a családi kutyáról készült képpel. Mira egyik osztálytársa felismeri saját ellopott kutyáját a képen, és úgy tesz, mintha tetszene neki Mira, hogy visszaszerezze az állatot. Janka tönkreteszi szomszédnője kedvenc fáját. Attila és Janka fia, Márk átvállal egy munkát apja helyett, amely előbb autós üldözésbe és lövöldözésbe, majd balesetbe torkollik. Márk magához veszi a szállítmányt és elmenekül a helyszínről. |     |                                            |               |                              |                                                     |
| 2. | 2.  | Nyugtató, taurin                           | Dyga Zsombor  | Zomborácz Virág              | 2015. november 8. (HBO GO) 2015. november 15. (HBO) |
| Márk a baleset után az anyjától nyugtatót kap, amelyre hamarosan rászokik. Az összetört autót visszakövetik Endréhez, Attila bűnöző barátjához, akitől Márk a munkát kapta. Amikor Endre számon kéri rajta, hogy mi történt a szállított pénzzel, Márk azt hazudja, hogy nem tud semmit. Mirát az iskolában a kutyaügy miatt mobillopással vádolják, majd miután összeveszik családjával, részegen beszáll két fiú mellé egy kocsiba, és hazaviszi az egyiküket. A szomszédok perrel fenyegetik a családot a fa megrongálása miatt, ám amikor Attila rájön, hogy Janka a felelős, kifizeti a kárt. Amikor a szomszédasszony összeesik, Janka úgy tesz, mintha megpróbálná megmenteni, hogy jó színben tűnjön föl a szomszédasszony férje előtt. Attila fivérénél, Tibornál vállal állást. |     |                                            |               |                              |                                                     |
| 3. | 3.  | Ropognak a húszasok                        | Dyga Zsombor  | Bárány Márton Tasnádi István | 2015. november 8. (HBO GO) 2015. november 22. (HBO) |
| Endrét letartóztatják, Attilát pedig kihallgatják a balesettel kapcsolatban. Márk szabadon költi a lopott pénzt, és elvisz egy lányt, Vivient Endre üres házába, ahol azonban Endre ellenfelei megfenyegetik, hogy keresse meg Endre laptopjelszavát. Attila munkásként dolgozik Tibor építkezésén, és befektetőként is beszáll az egyik projektjébe. Janka átveszi a szomszéd alapítványának vezetését, amíg ő a kórházban van. Ebben a tisztségben elmegy egy rendezvényre, ahol együtt drogozik egy potenciális befektetővel, Kálmánnal. Mira éjszakai munkát vállal: külföldieket visz kocsmatúrákra. |     |                                            |               |                              |                                                     |
| 4. | 4.  | Beléptem álmaim kapuin                     | Mátyássy Áron | Tasnádi István               | 2015. november 8. (HBO GO) 2015. november 29. (HBO) |
| Miután Attila rájön, hogy a lakás, amelyen dolgozott, gipszkartonfalakból áll, megkeresi Tibort, hogy figyelmeztesse. Rájön, hogy Tibor tudott a csalásról. A lakás elbukik a műszaki átadáson, és kiderül, hogy Tibor már Attila minden pénzét befektetett pénzét elköltötte. Attila újra Endrének kezd dolgozni. Egy munka részeként elviszi Jankát két napra disznóvágásra, ahol megerőszakolja feleségét. Attilát elfogják a határőrök, de megmenekül. A szállítmányt azonban nem Endre embere, hanem ellenfelei várják, akik egy csomagmegőrző kulcsát adják Attilának fizetségül. Mira jobban megismeri a neki munkát adó kocsmatulajdonosokat, és nős főnöke kikezd vele. Másnap alkoholmérgezéssel kórházba viszik. Márk bulit rendez, hogy visszacsábítsa Vivient, ám ebben megakadályozza Gyuka, Endre egyik embere, akivel együtt szállították a pénzt.                                                               |     |                                            |               |                              |                                                     |
| 5. | 5.  | Hiába minden próbálkozás                   | Mátyássy Áron | Zomborácz Virág              | 2015. december 6.                                   |
| Janka újra és újra elutasítja Attila közeledését. Gyuka visszaköveteli a Márktól az ellopott pénz felét. Mira a detoxikálóban ébred, ahonnan bátyját hívja föl, hogy menjen érte. Endrét kiengedik, és Attilával kinyitják a csomagmegőrzőt, amely üres. Márk ahelyett, hogy Gyukával tartaná be egyezségét, Endrének viszi vissza a pénzt. Endre lelövi Gyukát, Márk pedig az adósa marad. Miután Attila ismerőse a bankból meghal, a családnak már csak tartozásai maradnak. A szomszédasszony visszaveszi az alapítvány elnöki teendőit, ám Kálmán felajánlja Jankának, segít visszakerülnie az elnöki székbe. Találkozójukon viszonyt kezdenek. |     |                                            |               |                              |                                                     |
| 6. | 6.  | Az iskola nem az életre nevel              | Mátyássy Áron | Bárány Márton Tasnádi István | 2015. december 6. (HBO GO) 2015. december 13. (HBO) |
| Miután fellök egy tanárt, Márkot elküldik a gimnáziumból. Mira kénytelen Janka nélkül elmenni a nőgyógyászhoz, majd látja anyját Kálmánnal. Tönkreteszi az ételeket korábbi munkahelyén, így azt a hatóságok bezárják. Janka elintézi a bankban, hogy tartozásukból csak nyolcmillió forintot kelljen kifizetniük. Ennek előteremtésére Attila hitelt akar felvenni anyja házára, de Tibor megelőzi ebben, így elkezdi eladni ingóságait. Attila és Endre összekülönböznek. Janka visszaszerzi az alapítvány vezetését, és attól lopja el a szükséges pénzt. Amikor Attila kiköltöztetné családját a villából, Márk elmegy. Mira szembesíti szüleit hibás döntéseik következményeivel, és úgy dönt, Londonba megy. Janka megmondja Attilának, hogy elhagyja, és Kálmánhoz költözik. A rendőrség rátalál Gyuka holttestére. Attilát elfogják Endre ellenségei, és arra kényszerítik, hogy nekik dolgozzon: meg kell ölnie Endrét. |     |                                            |               |                              |                                                     |
| 7. | 7.  | Na, ki az, aki hazudik?                    | Dyga Zsombor  | Tasnádi István               | 2015. december 6. (HBO GO) 2015. december 20. (HBO) |
| Márkot letartóztatják, és Gyuka megölésével gyanúsítják. Hogy apját védje, vall Endre ellen. Attila nem tudja lelőni Endrét, Endre viszont bocsánatot kér Attilától, és átíratja a nevére a villát. Endre kapcsolatait kihasználva ellenségei ellen fordítja a rendőrséget. Attila, hogy Márkot mentse a börtöntől, elvezet egy rendőrt Endréhez, és vallomásra bírja. Amikor Attila rájön, hogy Márk mindenképpen börtönbe kerülne, lelövi a rendőrt, de előbb a rendőr meglövi Endrét. Mira barátnőjével, Evelinnel elmegy egy brit munkaközvetítőhöz, ahol neki nem találnak megfelelő állást, de barátnőjét felfogadják szexmunkásnak. Jankát sikkasztással vádolják, amiből Kálmánnak kell kimentenie. |     |                                            |               |                              |                                                     |
| 8. | 8.  | Most már látod, hogy mi van itt            | Dyga Zsombor  | Zomborácz Virág              | 2015. december 6. (HBO GO) 2015. december 27. (HBO) |
| Attila és Márk próbálnak segíteni Endrén, de sikertelenül. A helyzetet kihasználva, és hogy mentsék saját magukat, csapdát állítanak Endre ellenségeinek, akiket végül letartóztatnak. Endrét a mentők viszik el, és büntetlenül megússza az esetet. Mira állást akar szerezni Kálmántól magának és barátnőjének, de Kálmán ezt megtagadja. Janka vakációra készül Kálmánnal, és úgy dönt, gyerekei helyett a férfit választja. Márk és Mira az apjukkal maradnak a villában, Attilából áruházi biztonsági őr lesz. Márk tizennyolcadik születésnapján Janka is velük ünnepel, amikor egy rendőr jelenik meg a villánál. |     |                                            |               |                              |                                                     |

### Második évad (2016)
| Sor. | Év. | Cím                                           | Rendező       | Író                                                           | Premier                                              |
| --- | --- | --------------------------------------------- | ------------- | ------------------------------------------------------------- | ---------------------------------------------------- |
| 9. | 1.  | Összetett célok = tartós siker                | Dyga Zsombor  | Lengyel Balázs                                                | 2016. november 6.                                    |
| Kálmán beperelte Mirát a kocsija felgyújtása miatt. Miklósiék eladják villájukat, és Attila anyjához költöznek. Márk egyetemre jár, és Endre étteremében mosogat. Ráveszi a HÖK-öt, hogy őt is vegyék be a hallgatók meglopásába. Attila biztonsági őr egy közértben, ahol egy nap megjelenik Feri. Feri akarta megöletni Endrét. Evelin hazatér, és beidézik tanúnak Mira perében. Megegyeznek, hogy Mira átköltözik hozzá, és lefekszenek egymással. Miután Janka megpróbálja megvesztegetni Evelint, Mira előzetesbe kerül. A múltban – nem sokkal a rendszerváltás után – Attila és Endre autókat törnek össze Hollandiában a biztosítási pénzért. Az akcióban Feri és egy Mari nevű barátjuk is részt vesz. Janka Endre barátnője.                                                                             |     |                                               |               |                                                               |                                                      |
| 10. | 2.  | A helyzethez igazítsd a taktikádat            | Dyga Zsombor  | Zomborácz Virág                                               | 2016. november 6. (HBO GO) 2016. november 13. (HBO)  |
| Márk kifizeti Mira ügyvédjét, akit a családnak már nem lenne pénze tovább fizetni. Mikor fény derül a lopásra, HÖK-ös társaival kirúgják az egyetemről, de megzsarolja a rektort, így visszaveszik őket. Attila és Janka meglátogatják Mirát a fegyházban, miután úgy döntenek Feritől kérnek segítséget, de visszautasítja őket. Mirának ajánlatot tesznek: ha ráveszi apját, hogy bevallja a rendőrgyilkosságot, akkor szabadlábra helyezik. Mikor Janka rájön, hogy Endre segített Márknak bejutni az egyetemre, és Mirát is kijuttatta a fegyházból, lefekszik vele, és elhagyja férjét. Endre ráküldi embereit Evelinre. A múltban Endre Attilával üzen Jankának, hogy nem tudja elvinni egy koncertre, ahova végül Attila segít neki beszökni. A koncerten csókolóznak, majd Janka elhagyja Endrét Attiláért. |     |                                               |               |                                                               |                                                      |
| 11. | 3.  | Az okos kockázatvállalás biztonságot nyújt    | Dyga Zsombor  | Tasnádi István                                                | 2016. november 13. (HBO GO) 2016. november 20. (HBO) |
| 12. | 4.  | A sikeres üzletben mindkét fél győz           | Dyga Zsombor  | Zomborácz Virág, Tasnádi István                               | 2016. november 20. (HBO GO) 2016. november 27. (HBO) |
| 13. | 5.  | A képesség nem garancia az eredményességre    | Dyga Zsombor  | Zomborácz Virág, Tasnádi István                               | 2016. november 27. (HBO GO) 2016. december 4. (HBO)  |
| 14. | 6.  | Értsd, amit csinálsz – csináld, amihez értesz | Mátyássy Áron | Tasnádi István, Zomborácz Virág, Lengyel Balázs, Lovas Balázs | 2016. december 4. (HBO GO) 2016. december 11. (HBO)  |
| 15. | 7.  | Egy nagy siker minden kudarcot ellensúlyoz    | Mátyássy Áron | Tasnádi István, Zomborácz Virág                               | 2016. december 11. (HBO GO) 2016. december 18. (HBO) |
| 16. | 8.  | Jól megválasztott cél vezet sikerhez          | Mátyássy Áron | Lengyel Balázs                                                | 2016. december 18. (HBO GO) 2016. december 25. (HBO) |

### Harmadik évad (2018)
| Sor. | Év. | Cím                                                               | Rendező       | Író | Premier                                             |
| ---- | --- | ----------------------------------------------------------------- | ------------- | --- | --------------------------------------------------- |
| 17.  | 1.  | Semmi sem számít, csak az, hogy ki vagy                           | Dyga Zsombor  |     | 2018. október 14.                                   |
| 18.  | 2.  | A rock and roll az nem egy tánc                                   | Dyga Zsombor  |     | 2018. október 14. (HBO GO) 2018. október 21. (HBO)  |
| 19.  | 3.  | Egyedül fél ember vagy                                            | Dyga Zsombor  |     | 2018. október 14. (HBO GO) 2018. október 28. (HBO)  |
| 20.  | 4.  | Vakfolt                                                           | Mátyássy Áron |     | 2018. október 14. (HBO GO) 2018. november 4. (HBO)  |
| 21.  | 5.  | Jégkocka                                                          | Mátyássy Áron |     | 2018. október 14. (HBO GO) 2018. november 11. (HBO) |
| 22.  | 6.  | Csak a hülyék folytatják a palávert, ha tudják, utána jön a pofon | Mátyássy Áron |     | 2018. október 14. (HBO GO) 2018. november 18. (HBO) |
| 23.  | 7.  | Dolgozni rémes                                                    | Dyga Zsombor  |     | 2018. október 14. (HBO GO) 2018. november 25. (HBO) |
| 24.  | 8.  | Karma                                                             | Dyga Zsombor  |     | 2018. október 14. (HBO GO) 2018. december 2. (HBO)  |